# Konferencen om Det Arktiske Ocean
Konferencen om Det Arktiske Ocean blev afholdt i Ilulissat i Grønland 25. – 27. maj 2008, og på denne konference diskuterede repræsentanter for de fem lande, Danmark/Grønland, Norge, Rusland, Canada og USA en række vigtige emner angående det Arktiske Ocean. Konferencen havde havde stor betydning, idet det udstak retningslinjer for regulering af miljølovgivning, sikkerhed i havet, søgning efter mineraler, oversigt over olie i polområdet samt transport. I forbindelse med konferencen udsendte deltagerne Ilulissat-erklæringen.
Konferencen var den første nogensinde for regionens fem nationer, og initiativet hertil kom fra den danske udenrigsminister Per Stig Møller samt Grønlands landsstyreformand Hans Enoksen i 2007 for at komme kapløbet om Arktis i forkøbet. Møller udtalte inden konferencen ifølge Ritzau: "Vi har en forpligtelse til at sørge for en bæredygtig forvaltning af Polarhavet med respekt for de oprindelige folk, som har fisket og jaget her i århundreder." samt "De lande, der støder op til det Polarhavet, der nu åbner sig, har en forpligtelse til at reducere risici og løse de problemer, den øgede skibstrafik gennem Polarhavet kan medføre."
På den baggrund var Ilulissat med dens smeltende gletsjer en velvalgt værtsby. Deltagerne var:
- Canada: Gary Lunn, minister for naturressourcer
- Danmark: Per Stig Møller, udenrigsminister
- Grønland: Hans Enoksen, landsstyreformand
- Norge: Jonas Gahr Støre, udenrigsminister
- Rusland: Sergej Lavrov, udenrigsminister
- USA: John D. Negroponte, viceudenrigsminister

## Reaktioner
Det faktum, at nogle af Arktisk Råds medlemmer var inviteret, mens andre (Sverige, Finland og Island) ikke var inviteret, skabte en vis kontrovers.
Som forsvar for den danske beslutning om ikke at indkalde alle medlemmer af rådet gav kontorchef Thomas Winkler fra det danske udenrigsministerium: "Mødet i Ilulissat skal ikke ses som en konkurrent til Arktisk Råd", samt "De emner vi kommer til at diskutere under mødet, er emner de fem lande selv skal stå til ansvar for".
Reaktionen fra Inuit Circumpolar Councils tidligere formand, den grønlandske politiker Aqqaluk Lynge, var en bekymring for, at de oprindelige folk i det aktiske område vil blive "marginaliseret". Men samtidig udtalte han sin glæde over, at konferencen overhovedet blev afholdt, og at det havde stor betydning, at den blev holdt netop i Grønland.